# گرشاسب یکم
گرشاسپ بن محمد معروف به گرشاسب یکم (. – ۱۰۵۱/۱۰۵۲) امیر کاکویی همدان و نهاوند، بروجرد و جبال غربی بود. 
وی کوچکترین پسر ابوجعفر دشمن‌زیار و والی برادرش فرامرز بود. در سال ۱۰۴۷ سلجوقیان نیروهای او را شکست دادند و همدان را تصرف کردند و او مجبور به فرار به قلمرو آل بویه شد. گرشاسب یکم در آنجا فرماندار خوزستان شد. در حدود ۱۰۵۰، گرشاسپ لشکری را برای کمک به مودود غزنوی در جنگ با سلجوقیان فرستاد. گرشاسپ بعدها در ۱۰۵۱/۲ در خوزستان درگذشت.